# Ko Tazawa
En aquest nom japonès, el cognom és Tazawa.
Ko Tazawa (japonès: 田澤耕)  (Yokohama, 22 de setembre de 1953 - Kōbe, 24 de setembre de 2022) fou un traductor, escriptor i catalanòfil japonès. Va destacar com el primer del seu país a especialitzar-se en llengua catalana.

## Biografia
Es va llicenciar en Sociologia a la Universitat Hitotsubashi de Tòquio l'any 1976. També va fer un màster en Estudis Hispànics a la Universitat d'Osaka el 1986 i es va doctorar en Filologia Catalana a la Universitat de Barcelona el 1999. Va ser professor i catedràtic del Departament d'Estudis Interculturals de la Universitat Hosei de Tòquio. Entre el 2006 i el 2007, va treballar com a investigador visitant a la Dublin City University a Irlanda. El 2018, va ser nomenat membre d'honor de l'Associació d'Escriptors en Llengua Catalana.
Va ser distingit amb la Creu de Sant Jordi el 2003, el Premi del Ministeri d'Afers Estrangers del Govern Japonès el 2009, i el Premi Internacional Ramon Llull el 2019.
Va traduir del japonès, amb l'ajut de Joaquim Pijoan, algunes de les obres més rellevants de la literatura japonesa en forma de col·lecció de l'Editorial Lapislàtzuli tot mirant d'emplenar un buit en l'oferta en català.
A mitjan 2022, va anunciar que treballava en una versió nova del Diccionari català-japonès / japonès-català, en considerar que la del 1984 havia esdevingut obsoleta. Va morir el 26 de setembre del mateix any, quan en tenia 69, per culpa del càncer que patia.

## Obres en japonès (selecció)
- 『カタルーニャ語文法入門』(Introducció a la Gramàtica Catalana), Daigakushorin (大学書林), (1991)
- 『カタルーニャ50のQ&A』（50 preguntes i respostes sobre Catalunya), Shinchosha (新潮社), (1992)
- 『ガウディ建築入門』(Introducció a l'arquitectura de Gaudí), Shinchosha（新潮社、1992）
- 『カタルーニャ語読本』(Lectura gramatical de la llengua catalana), Daigakushorin（大学書林、1993）
- 『スペインの言語』(Llengües d'Espanya), Dohosha-shuppan（同朋舎出版、1996）
- 『物語 カタルーニャの歴史』(Històries de la història de Catalunya), Chuokoronshinsha（中央公論新社〈中公新書〉、2000、Edició ampliada増補版2019）
- 『エクスプレス カタルーニャ語』(Express Llengua catalana) Hakusuisha,（白水社、2001）
- 『カタルーニャ語辞典』 (Diccionari Català - Japonès), Daigakushorin (大学書林), (2002)
- 『日本語カタルーニャ語辞典 』(Diccionari Japonès - Català), Daigakushorin (大学書林), (2007)
- 『ニューエクスプレス カタルーニャ語』(New express Llengua catalana), Hakusuisha（白水社、2010）
- 『ガウディ伝 - ｢時代の意志」を読む』(Biografia de Gaudí – Gaudí i la voluntat del temps), Chuokoronshinsha（中央公論新社〈中公新書〉、2011）
- 『レアルとバルサ 怨念と確執のルーツ』(El Real Madrid i el Barça – l'origen de la rivalitat), Chuokoronshinsha（中央公論新社〈中公新書ラクレ〉、2013）
- 『カタルーニャを知る事典』(Diccionari per conéixer Catalunya), Heibonsha（平凡社新書、2013）
- 『カタルーニャ語小辞典』(Diccionari manual de la llengua catalana), Daigakushorin（大学書林、2013）
- 『〈辞書屋〉列伝 - 言葉に憑かれた人びと』(Lexicògrafs – la gent obsessionada de paraules), Chuokoronshinsha（中央公論新社〈中公新書〉、2014）
- 『詳しく学ぶカタルーニャ語文法』(Nova introducció a la gramàtica catalana), Hakusuisha (白水社、2021)
- 『カタルーニャ語　小さなことば　僕の人生』 (El català, una llengua petita: la meva vida), Sayusha (左右社、2022)
- 『僕たちのバルセロナ』 (La nostra Barcelona), Nishidashoten (西田書店、2022)

## Obres en català (selecció)
- Catalunya i un japonès, La Campana, (1993)
- Cartes a Yu i Kei, La Campana, (1995)
- Proposta per a un diccionari japonès-català per a catalanoparlants, Univ. Barcelona (1999)
- La cuina japonesa a Catalunya, Columna Edicions, (2000)
- En Yu i en Kei tornen al Japó, La Galera, (2005)
- Dietari d'un japonès: entre el terratrèmol, el tsunami i la fuita radioactiva, Lapislàtzluli (2012)
- Petjades d'un japonès (Catalunya i un japonès 30 anys després), Lapislàtzuli (2022)
- L'última conversa (Trobada a Queralbs). Conversa amb Jordi Pujol. (Lapislàtzuli, 2023)[10]

## Traduccions al japonès (selecció)
- El teu nom és Olga, Josep M. Espinàs, Shunjusha (1992)
- Barcelona, Robert Hughes, Shinchosha (1994)
- La pràctica de l'art, Antoni Tàpies, Suiseisha (1996)
- Històries de Barcelona, Conté traduccions, entre d'altres, de contes de J. Perucho, Montserrat Roig i Q. Monzó, Suiseisha (1992)
- Camí de Sirga, Jesús Moncada, Gendaikikakushitu (1999)
- La Pell Freda, Albert Sánchez Pinyol, Chuokoron-Shinsha (2005)
- Història i Cultura de Catalunya, M. C. Zimmermann, Hakusuisha (2006)
- Tirant lo Blanc, Joanot Martorell, Iwanamishoten (2007)
- Vuit rondalles mallorquines, Antoni M. Alcover, PPU (2012) (ed. bilingüe)
- La murga, Montserrat Costas, Lapislàtzuli (2013) (edició bilingüe)
- La plaça del Diamant, Mercè Rodoreda, Iwanamishoten (2019)

## Traduccions al català
- La remor de les onades, Yukio Mishima, Ara Llibres (2008)
- El temple del pavelló daurat, Yukio Mishima, Barcelona, Amsterdam Llibres (2011)
- A veure qui és més alt. Midori, una petita geisha, Ichiyo Higuchi, Lapislàtzuli (2015)
- Harakiri. El cas de la família Abe, Ogai Mori, Lapislàtzuli (2015)
- Deu nits, deu somnis, Soseki Natsume, Lapislàtzuli (2016)
- Rashomon, Ryunosuke Akutagawa, Lapislàtzuli (2017)
- Història de Shunkin, Jun-ichiro Tanizaki,Lapislàtzuli (2017)
- Un aprenent i el seu déu, Naoya Shiga, Lapislàtzuli (2019)
- L'home butaca, Ranpo Edogawa, Lapislàtzuli (2019)
- Tren nocturn de la Galàxia, Kenji Miyazawa, Lapislàtzuli (2020)
- Sota un bosc de cirerers plenament florit, Ango Sakaguchi, Lapislàtzuli (2020)
- L'home infrahumà, Osamu Dazai, Lapislàtzuli (2021)
- “Què pot dir amb disset síl·labes”, Koji Kawamoto, Revista de Catalunya (Gener・Febrer・Març de 2022)